# Leichtathletik-Europameisterschaften 1966/20 km Gehen der Männer

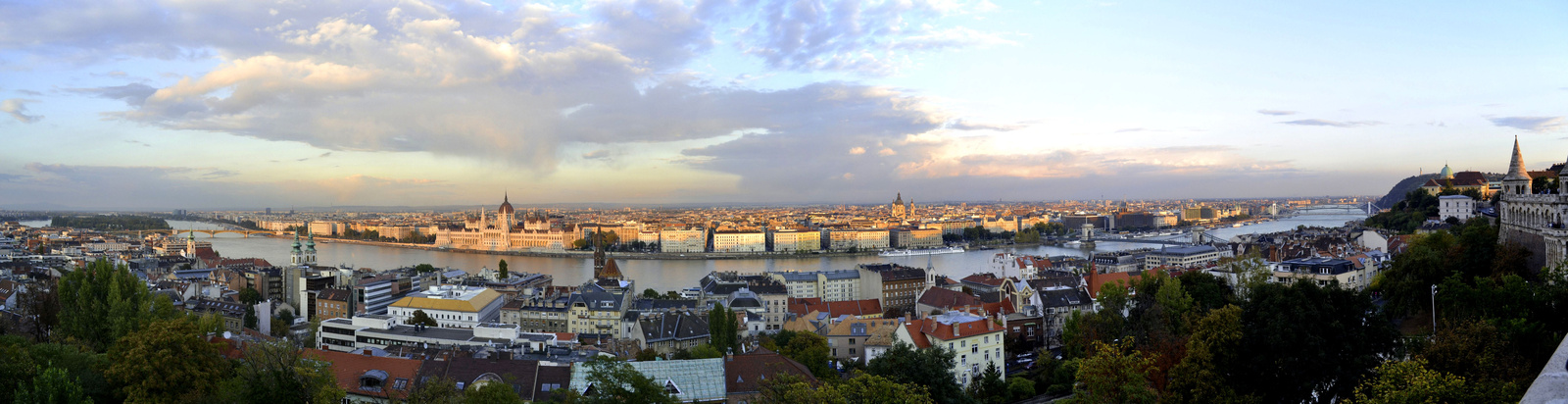
Panoramablick auf Budapest im Jahr 2011

Das 20-km-Gehen der Männer bei den Leichtathletik-Europameisterschaften 1966 wurde am 30. August 1966 in den Budapester Straßen ausgetragen.
In dieser Disziplin gab es mit Silber und Bronze zwei Medaillen für die sowjetischen Geher. Europameister wurde der Olympiazweite von 1964 Dieter Lindner aus der DDR. Er gewann vor dem Olympiasieger von 1960, Olympiadritten von 1964 und EM-Dritten von 1962 Wolodymyr Holubnytschyj. Bronze ging an Mykola Smaha.

## Rekorde/Bestzeiten
Anmerkung:

Rekorde wurden damals im Marathonlauf und Straßengehen wegen der unterschiedlichen Streckenbeschaffenheiten mit Ausnahme von Meisterschaftsrekorden nicht geführt.

### Bestehende Rekorde/Bestzeiten
| Weltbestzeit   | 1:25:58 h   | Anatoli Wedjakow | Moskau, Sowjetunion (heute Russland) | 6. September 1959 |
| Europabestzeit | 1:25:58 h   | Anatoli Wedjakow | Moskau, Sowjetunion (heute Russland) | 6. September 1959 |
| EM-Rekord      | 1:33:09,0 h | Stan Vickers     | EM in Stockholm, Schweden            | 19. August 1958   |

### Rekordverbesserung
Europameister Dieter Lindner aus der DDR verbesserte den bestehenden EM-Rekord im Finale am 30. August um 3:43,0 min auf 1:29:25,0 h. Zur Weltbestzeit, gleichzeitig Europabestzeit, fehlten ihm 7:11,0 min.

## Finale
30. August 1966, 16.25 Uhr
| Platz | Name                    | Nation           | Zeit (h)     |
| ----- | ----------------------- | ---------------- | ------------ |
| 1     | Dieter Lindner          | DDR              | 1:29:25,0 CR |
| 2     | Wolodymyr Holubnytschyj | Sowjetunion      | 1:30:06,0    |
| 3     | Mykola Smaha            | Sowjetunion      | 1:30:18,0    |
| 4     | Gerhard Sperling        | DDR              | 1:31:25,8    |
| 5     | Anatoli Wedjakow        | Sowjetunion      | 1:32:00,8    |
| 6     | Antal Kiss              | Ungarn           | 1:32:42,4    |
| 7     | Peter Fullager          | Großbritannien   | 1:33:02,4    |
| 8     | Henri Delerue           | Frankreich       | 1:33:41,2    |
| 9     | Ronald Wallwork         | Großbritannien   | 1:34:38,0    |
| 10    | János Dalmati           | Ungarn           | 1:34:42,6    |
| 11    | Karl-Heinz Pape         | BR Deutschland   | 1:34:48,0    |
| 12    | Charles Sowa            | Luxemburg        | 1:34:50,0    |
| 13    | John Webb               | Großbritannien   | 1:34:52,0    |
| 14    | Nicola de Vito          | Italien          | 1:37:07,6    |
| 15    | Stefan Ingvarsson       | Schweden         | 1:38:39,0    |
| 16    | Andrzej Czapliński      | Polen            | 1:40:41,0    |
| 17    | Edmund Paziewski        | Polen            | 1:40:56,0    |
| 18    | Göte Nygren             | Schweden         | 1:41:22,0    |
| 19    | Lennart Larsson         | Schweden         | 1:42:20,0    |
| 20    | Sadik Demiraj           | Albanien         | 1:45:33,0    |
| DNF   | Alexandr Bílek          | Tschechoslowakei |              |
| DNF   | István Göri             | Ungarn           |              |
| DNF   | Eugeniusz Ornoch        | Polen            |              |
| DSQ   | Jacques Arnoux          | Frankreich       |              |
| DSQ   | Stanimir Stoykov        | Bulgarien        |              |
| DSQ   | Hans-Georg Reimann      | DDR              |              |
| DSQ   | Dimitar Georgiev        | Bulgarien        |              |

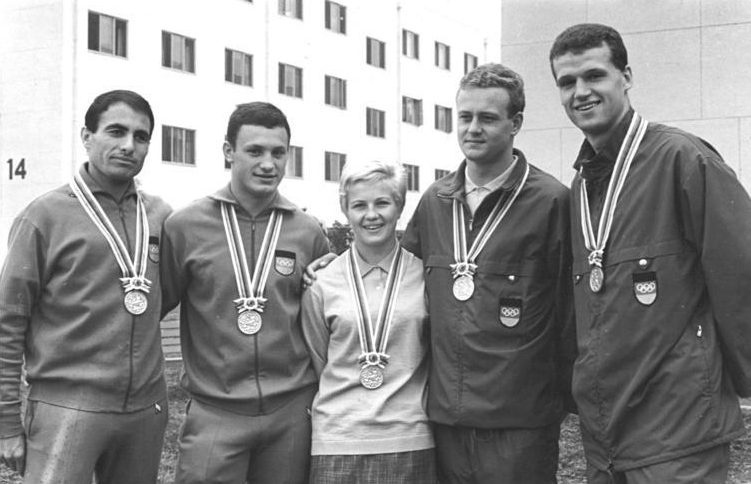
Europameister Dieter Lindner (ganz links) zusammen mit weiteren DDR-Athleten bei den Olympischen Spielen 1964, bei denen Lindner Silber gewann

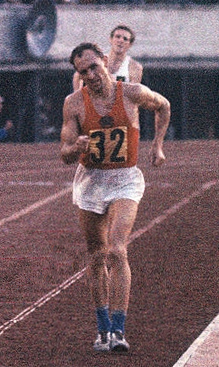
Silbermedaillengewinner Wolodymyr Holubnytschyj, der eine äußerst erfolgreiche Karriere hatte – unter anderem Olympiasieger 1960 und 1968 und Europameister 1974

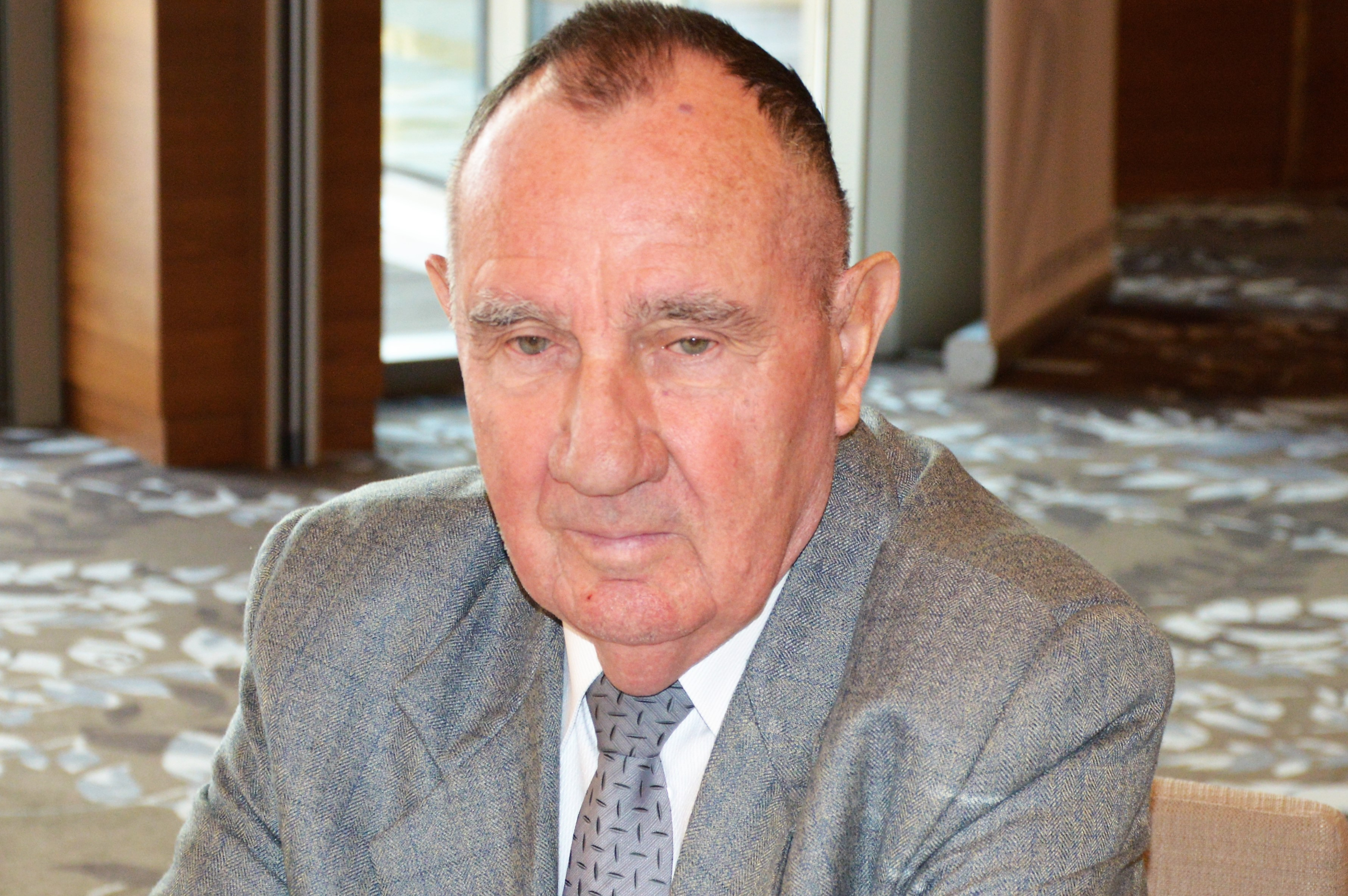
Antal Kiss (Foto: 2013) erreichte Platz sechs
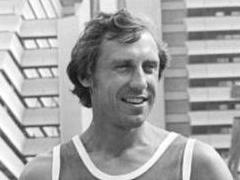
Hans-Georg Reimann – hier bei den Olympischen Spielen 1976 – wurde disqualifiziert

## Video
- European Athletics In Budapest (1966), Bereich: 5:31 min bis 6:09 min, youtube.com, abgerufen am 15. Juli 2022